# Ranstads magasineringssjö
Ranstads magasineringssjö (Blackesjön) är en sjö i Falköpings kommun och Skövde kommun i Västergötland och ingår i Göta älvs huvudavrinningsområde. Sjön har en area på 0,0666 kvadratkilometer och ligger 197 meter över havet. Sjön avvattnas av vattendraget Marbäcken. Sjön var en del i Ranstadsverkets sanering, och användes för att minska mängden tungmetaller från dagbrottet. Sjön är numer en fiskesjö.

## Delavrinningsområde
Ranstads uppsamlingssjö ingår i delavrinningsområde (646171-137745) som SMHI kallar för Vid Q i Län punkt. Medelhöjden är 200 meter över havet och ytan är 22,63 kvadratkilometer. Räknas de 2 delavrinningsområdena uppströms in blir den ackumulerade arean 70,93 kvadratkilometer. Pösan som avvattnar avrinningsområdet har biflödesordning 4, vilket innebär att vattnet flödar genom totalt 4 vattendrag innan det når havet efter 274 kilometer. Delavrinningsområdet består mestadels av skog (18 %), öppen mark (14 %) och jordbruk (60 %). Avrinningsområdet har 0,07 kvadratkilometer vattenytor vilket ger det en sjöprocent på 0,3 %. Bebyggelsen i området täcker en yta av 1,59 kvadratkilometer eller 7 % av avrinningsområdet.

## Galleri

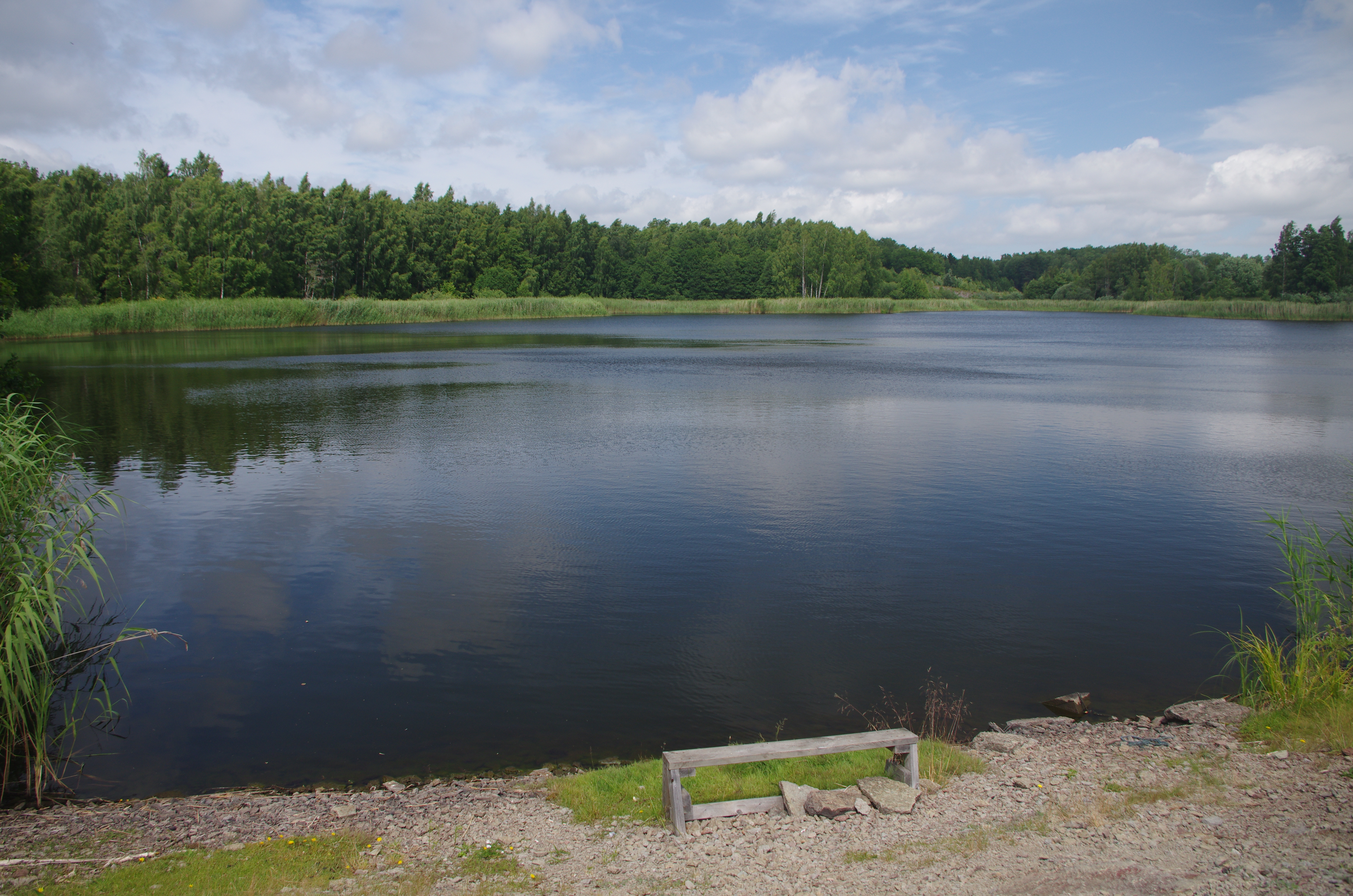
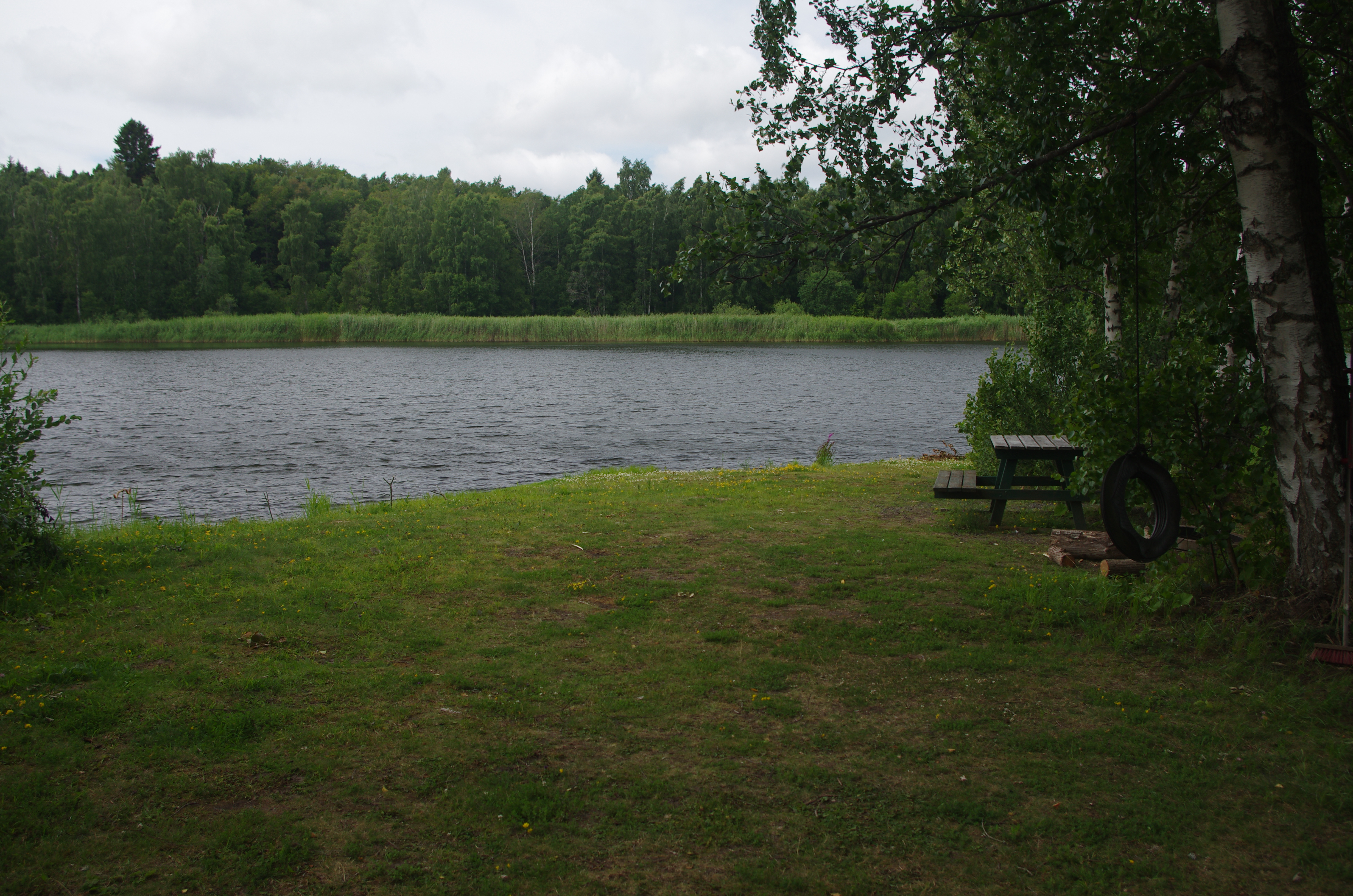
Utsikt över sjön vid en av fiskebryggorna.
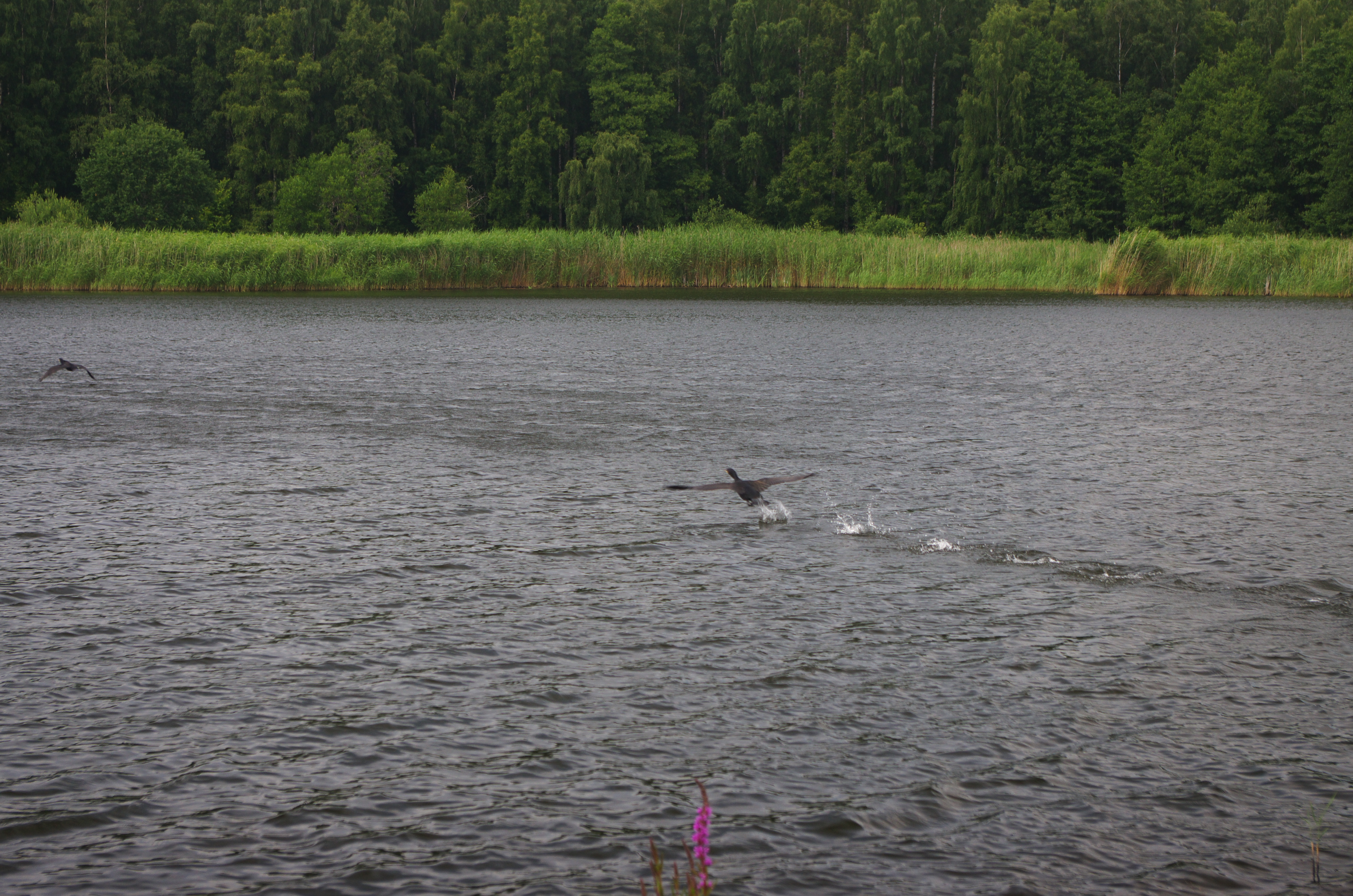
Två storskarvar lyfter.
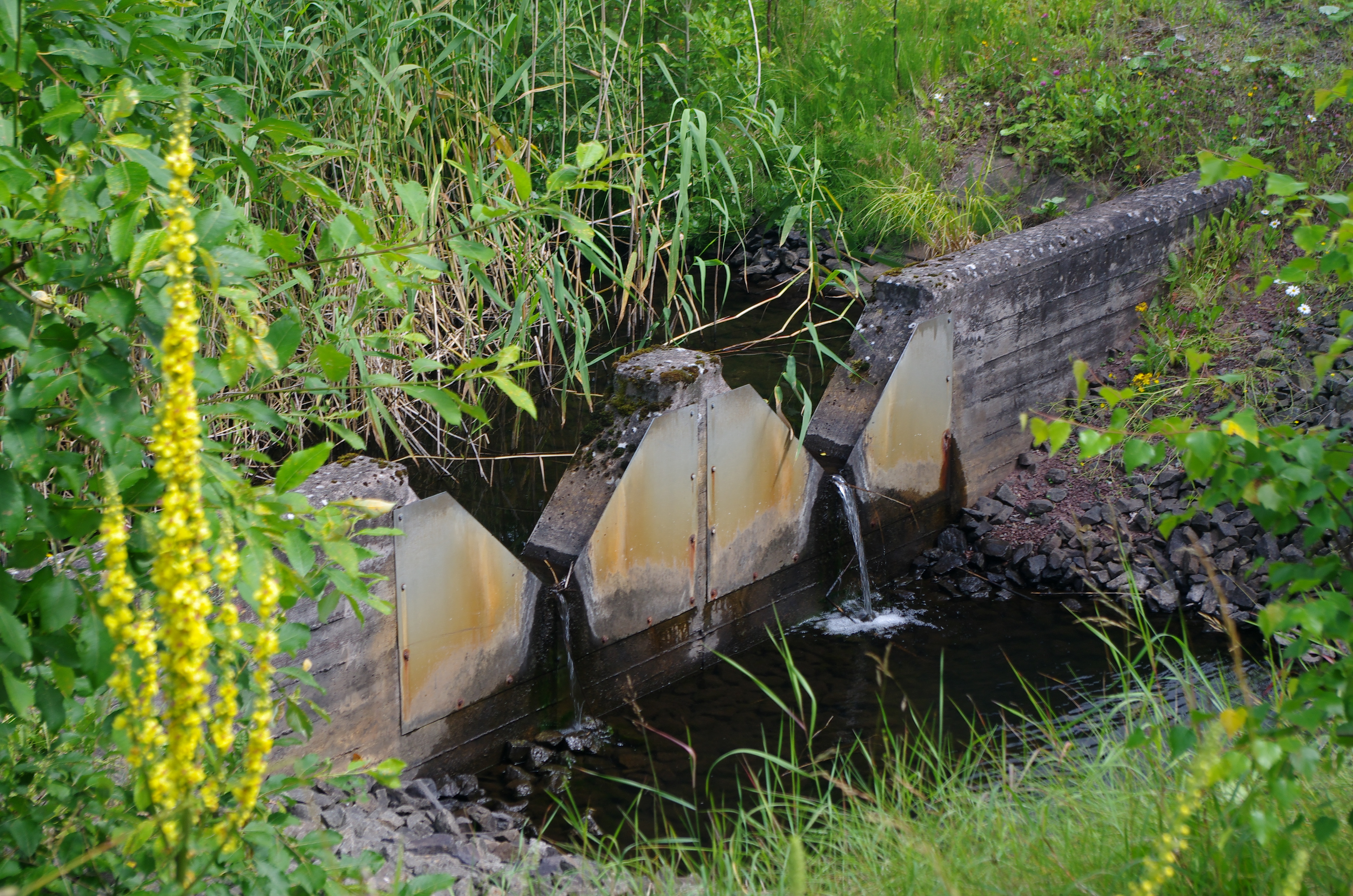
Sjöns utflöde.